# Abe Takuya
Takuya Abe (sinh ngày 27 tháng 11 năm 1984) là một cầu thủ bóng đá người Nhật Bản.

## Sự nghiệp câu lạc bộ
Takuya Abe đã từng chơi cho TDK và Matsumoto Yamaga FC.